# جورج سايكس (سياسي)
جورج سايكس هو فلاح وسياسي أمريكي، ولد في ديسمبر 1816، وتوفي في 29 نوفمبر 1881. انتخب عضو جمعية ولاية ويسكونسن ‏.